# Adrian McCallum
Pour les articles homonymes, voir McCallum.
Adrian McCallum, né le 17 décembre 1982 à  Coventry (Angleterre) et mort le 19 juin 2019, est un catcheur britannique connu sous le nom de ring de Lionheart. 
Il a travaillé à la Insane Championship Wrestling, il était champion du monde ICW quand il est décédé.

## Carrière

### Insane Championship Wrestling (2007–2019)
Lors de SummerBam, Adrian McCallum bat Noam Dar et remporte le ICW Zero-G Championship.
Lors de BarraMania II, il bat Davey Boy, Joe Hendry, Kenny Williams, Liam Thomson et Zack Gibson en portant un Styles Clash sur Boy et remporte le ICW Zero-G Championship pour la deuxième fois,.
Lors de France '98, lui, The New Age Kliq (BT Gunn et Chris Renfrew) et Rob Van Dam battent Bram, Joe Coffey, Mikey Whiplash et Zack Gibson,.
Lors de Fear & Loathing XI, il bat Jackie Polo dans un Career Vs. Title Match et remporte le ICW World Heavyweight Championship.

### Preston City Wrestling (2011-2019)
Lors de PCW Too Good To Be Two - 2nd Anniversary, Adrian McCallum bat Doug Williams et remporte le PCW Heavyweight Championship pour la deuxième fois.
Lors de PCW Road To Glory 3 - Show 3, il conserve son titre contre A.J. Styles, mais se fait attaquer par ce dernier et subit un Styles Clash qui lui casse le cou à 2 endroits,. Lors de PCW Showdown, il perd contre A.J. Styles par soumission, ce qui met fin à leur histoire. 
Lors de PCW There Can Be Only One, il perd contre Drew Galloway.
Lors de PCW Tribute To The Troops 3, il perd contre Rob Van Dam.

## Palmarès
- British Championship Wrestling
  - 2 fois BCW Heavyweight Championship
  - 1 fois BCW Openweight Championship

- Danish Pro Wrestling
  - 1 fois DPW Heavyweight Championship

- Insane Championship Wrestling
  - 1 fois ICW World Heavyweight Championship (actuel)
  - 2 fois ICW Zero-G Championship

- New Generation Wrestling
  - 1 fois NGW Tag Team Championship avec Kid Fite et Joe Hendry[15]

- Premier British Wrestling
  - 1 fois PBW Heavyweight Championship
  - 1 fois PBW Tag Team Championship avec Wolfgang

- Preston City Wrestling
  - 3 fois PCW Heavyweight Championship
  - 1 fois PCW Tag Team Championship avec Sha Samuels

- Pro Wrestling Elite
  - 1 fois PWE Tag Team Championship avec Lou King Sharp

- Real Deal Wrestling
  - 1 fois RDW Heavyweight Championship

- Scottish Wrestling Alliance
  - 2 fois NWA Scottish Heavyweight Championship

- Triple Team Promotions
  - King of the Castle Tournament (2007)